# José Solano
José Solano (ur. 22 lutego 1971 w Inglewood) – amerykański aktor. Odtwórca roli Manuela „Manny’ego” Gutierreza w serialu Słoneczny patrol (1996–98).

## Życiorys

### Wczesne lata
Urodził się w Inglewood w Kalifornii jako najstarszy z trzech synów pastora José Solano Seniora. Wychowywał się w Daly City w Kalifornii, na przedmieściach San Francisco. Od szóstego roku życia trenował sport, zdobywając medal olimpijski w piłce nożnej juniorów, a w szkole średniej pobił dwa rekordy w biegach przełajowych i został uznany za najcenniejszego zawodnika swojej drużyny piłkarskiej. Stał się aktywnym uczestnikiem szkolnego chóru i corocznego konkursu talentów. Podczas pokazu talentów czwartej klasy po raz pierwszy wystąpił przed publicznością w roli Johna Travolty w skeczu opartym na filmie Miejski kowboj. Po ukończeniu liceum zaciągnął się do United States Navy i służył na okręcie desantowym podczas wojny w Zatoce Perskiej. Został honorowo zwolniony w 1994. Następnie osiedlił się z rodziną w San Francisco i uzyskał tytuł Associates of Arts w City College of San Francisco.

### Kariera
Pracował w sklepie, zanim wziął udział w castingu, pokonał innych kandydatów i został zaangażowany do roli „Manny’ego” Gutierreza w serialu Słoneczny patrol. Był pierwszym Hiszpanem regularnie występującym w tej serii. W 1996 został uznany przez magazyn dla nastolatek „YM” za jednego z „50. najpiękniejszych ludzi na świecie” w konkursie Człowiek Roku. Otrzymał Nosotros Margo Albert Golden Eagle Award dla najbardziej obiecującego aktora roku 1997, a nagrodę wręczył mu Ricardo Montalbán. W 1998 był nominowany był do ALMA Award.

## Wybrana filmografia
- 1996-98: Słoneczny patrol (Baywatch) jako Manny Gutierrez
- 1998: Karolina w mieście (Caroline in the City) jako José
- 1999: Słoneczny patrol (Baywatch) jako Manny Gutierrez
- 2000: Resurrection Blvd. jako Jaimé Carillo
- 2002: JAG (serial telewizyjny)
- 2004: CSI: Kryminalne zagadki Miami jako Enrique
- 2004: Summerland jako Theo